# A Year Without Rain Tour
A Year Without Rain Tour è il tour per sponsorizzare l'album A Year Without Rain dei Selena Gomez & the Scene. Gli spettacoli sono stati 19, tra America ed Europa.

## Scaletta
2010
1. "Round & Round"
2. "Crush"
3. "Kiss & Tell"
4. "More"
5. "You Belong with Me"
6. "I Won't Apologize"
7. "The Way I Loved You"
8. "A Year Without Rain"
9. "I Don't Miss You At All"
10. "Off the Chain"
11. "Hot n Cold"
12. "Falling Down"
13. "Love Is a Battlefield"
14. "In My Head"
15. "Tell Me Something I Don't Know"
16. "Naturally"
17. "Magic"

Jingle Ball
1. "Round & Round"
2. "Off the Chain"
3. "Rock God"
4. "A Year Without Rain"
5. "Naturally"

2011
1. "Round & Round"
2. "Kiss & Tell"
3. "Crush"
4. "You Belong With Me"
5. "Off the Chain"
6. "The Way I Loved You"
7. "Falling Down"
8. "Love Is a Battlefield"
9. "In My Head"
10. "Intuition"
11. "Rock God"
12. "A Year Without Rain"
13. "Parachute"
14. "Tell Me Something I Don't Know"
15. "Naturally"
16. "Magic"

## Date
| Data             | Città                     | Nazione     | Luogo                              |
| Europa           | Europa                    | Europa      | Europa                             |
| ---------------- | ------------------------- | ----------- | ---------------------------------- |
| 20 ottobre 2010  | Londra                    | Regno Unito | HMV Hammersmith Apollo             |
| Nord America     |                           |             |                                    |
| 23 ottobre 2010  | Las Vegas                 | Stati Uniti | Theatre for the Performing Arts    |
| 24 ottobre 2010  | Phoenix                   | Stati Uniti | Arizona Veterans Memorias Coliseum |
| 6 novembre 2010  | Columbus                  | Stati Uniti | Celeste Center                     |
| 26 novembre 2010 | Grand Prairie             | Stati Uniti | Verizon Theater at Grand Prairie   |
| 27 novembre 2010 | Tulsa                     | Stati Uniti | Brady Theater                      |
| 5 dicembre 2010  | Los Angeles (Jingle Ball) | Stati Uniti | Nokia Theatre L.A. Live            |
| 6 dicembre 2010  | Minneapolis (Jingle Ball) | Stati Uniti | Target Center                      |
| 8 dicembre 2010  | Camden (Jingle Ball)      | Stati Uniti | Susquehanna Bank Center            |
| 9 dicembre 2010  | Lowell (Jingle Ball)      | Stati Uniti | Tsongas Center                     |
| 10 dicembre 2010 | New York (Jingle Ball)    | Stati Uniti | Madison Square Garden              |
| 23 gennaio 2011  | San Juan                  | Porto Rico  | Jose Miguel Agrelot Coliseum       |
| Sud America      |                           |             |                                    |
| 2 febbraio 2011  | Santiago del Cile         | Cile        | Movistar Arena                     |
| 4 febbraio 2011  | Buenos Aires              | Argentina   | Sede Jorge Newberry                |
| Nord America     |                           |             |                                    |
| 5 marzo 2011     | Hidalgo                   | Stati Uniti | State Farm Arena                   |
| 6 marzo 2011     | Houston                   | Stati Uniti | Reliant Stadium                    |
| 20 marzo 2011    | Los Angeles               | Stati Uniti | Gibson Amphitheatre                |
| 7 maggio 2011    | Dixon                     | Stati Uniti | Dixon Fairground Grandstand        |
| 14 maggio 2011   | Los Angeles               | Stati Uniti | Staples Center                     |

### Box Office
| Luogo di Esibizione              | Città         | Biglietti Venduti / Biglietti Disponibili | Incasso  |
| -------------------------------- | ------------- | ----------------------------------------- | -------- |
| Verizon Theater at Grand Prairie | Grand Prairie | 5.472 / 5.914 (92%)                       | $196.072 |
| José Miguel Agrelot Coliseum     | San Juan      | 4.893 / 4.996 (98%)                       | $438.595 |